# Мастах 2-й
Мастах 2-й (якут.  ) — село в Кобяйском улусе Якутии России. Входит в состав Люччегинского 2-го наслега. Население — 0 чел. (2021) .

## География
Село расположено на западе региона, в восточной части Центрально-Якутской равнины, у озера Арга-Соболох, реки Бырангатталах-Юрях.
Географическое положение
Расстояние до улусного центра — пгт Сангар — 282 км, до центра наслега — села Мастах — 3 км..
климат
В населённом пункте, как и во всем районе, климат резко континентальный, с продолжительным зимним и коротким летним периодами. Зимой погода ясная, с низкими температурами. Устойчивые холода зимой формируются под действием обширного антициклона, охватывающего северо-восточные и центральные улусы. Средняя месячная температура воздуха в январе находится в пределах от −28˚С до −40˚С..

## История
Согласно Закону Республики Саха (Якутия) от 30 ноября 2004 года N 173-З N 353-III село вошло в образованное муниципальное образование Люччегинский 2-й наслег.

## Население
| 2002 | 2010 | 2021 |
| ---- | ---- | ---- |
| 23   | ↗41  | ↘0   |

Национальный состав
Согласно результатам переписи 2002 года, в национальной структуре населения якуты составляли 57 %?русские	35 % от общей численности населения в 23 чел..

## Инфраструктура
Основные инфраструктурные объекты находятся в центре поселения — селе Мастах. Возле селения проходит газопровод «СВГКМ — Мастах — Берге — Якутск».

## Транспорт
Автодорога регионального значения «Лючинская».